# Guerras de independencia hispanoamericanas
Las guerras de independencia hispanoamericanas fueron una serie de conflictos armados ocurridos a principios del siglo XIX, entre los años 1809 y 1829, que afectaron a todo el Imperio español y en los cuales se enfrentaron el bando a favor de mantener la integridad de la Monarquía española, que fue derrotado y se conocería más tarde como «realista» o «virreinal», contra el bando a favor de la independencia o secesión de nuevos estados americanos, que triunfó y fue denominado posteriormente «revolucionario» o «patriota». Estos conflictos son considerados también guerras civiles y una combinación de diversos conflictos, tanto locales como globales.
En 1808, el emperador francés Napoleón Bonaparte en el curso de su estrategia de Bloqueo Continental contra el Reino Unido, secuestra a los reyes españoles, obtiene los derechos sobre la Corona española en las abdicaciones de Bayona (Francia) e impone el Estatuto de Bayona y a su hermano José I como rey de España. Estos sucesos terminan con el Antiguo Régimen, son considerados ilegítimos por los españoles europeos y americanos y llevan a un vacío de poder. La Guerra de Sucesión Española en el XVIII hizo descender al Imperio español a una potencia global de segundo orden pasando de la dinastía de los Austrias a los Borbones aunque mantuvo su integridad. La abdicación de los Borbones en la dinastía Bonaparte también buscó preservar la integridad del imperio; sin embargo, la España napoleónica fue finalmente derrotada en la Guerra de la Independencia española.  La revolución liberal en América y en España contra Bonaparte, apoyadas por el Imperio británico, llevó también a un enfrentamiento de alcance continental entre los nuevos sujetos soberanos, las cortes de Cádiz y las juntas americanas. Napoleón es derrotado en Europa y en 1814 firma el tratado de Valençay con Fernando VII por el cual este recupera su antiguo derecho al trono de España, restaura el absolutismo y reprime a los liberales españoles, pero no consigue derrotar a los revolucionarios americanos, que reciben el apoyo británico. En 1820, el pronunciamiento liberal de Riego en Cádiz contra el trono absoluto acaba con el soporte militar de la metrópoli y se desmorona la resistencia española en América. Los revolucionarios americanos consiguen sus principales victorias militares, consolidan su independencia y obtienen el reconocimiento del imperio portugués, el Reino Unido y los Estados Unidos. En 1836, una década más tarde de la caída de los últimos bastiones, España renuncia y acuerda a partir de entonces sucesivos tratados de Paz con los nuevos estados independientes.

## Introducción
El vacío de poder resultante de la invasión napoleónica de la península ibérica acarrea una serie de revoluciones liberales en América y España. La revolución liberal española y los movimientos liberales de Hispanoamérica comienzan de formas políticas variadas, de acuerdo con las condiciones que imperaban en cada región, pero todos convergen en la soberanía popular y el Estado liberal. Una postura historiográfica dice que las revoluciones hispanoamericanas tienen como antecedentes la independencia de las colonias británicas de América del Norte en 1776, la Revolución francesa o la Revolución haitiana formando parte de las llamadas revoluciones atlánticas.
Entre 1808 y 1810 se instalaron muchas juntas de gobierno que ejercieron la soberanía en nombre de Fernando VII, el sucesor según las leyes españolas, tanto en la península ibérica, como en los territorios americanos. La resistencia de las juntas americanas a someterse a los gobiernos formados en España radicalizó las posiciones políticas todavía más. El establecimiento en las Cortes de Cádiz de un imperio unitario de hegemonía peninsular en ambos hemisferios, como en el Estatuto de Bayona, fue un punto de quiebre con las Juntas americanas que pedían el autogobierno; entonces se las declaró en rebeldía, comienza el conflicto armado entre el gobierno español y los americanos, y aparecen las primeras declaraciones de independencia.
Tras la derrota francesa en España, mediante el Tratado de Valençay Napoleón reconoció a Fernando VII como rey de España, y este ya como rey efectivo, rechazó la constitución española de 1812 por considerarla una constitución republicana, contraria al Antiguo Régimen. Las Cortes españolas, lo mismo que las Juntas americanas, defendían los derechos de Fernando VII pero como un rey subordinado a ellas. El rey veía su soberanía entregada o compartida. No reconocían a Fernando ningún poder superior, le consideraban poco más que un funcionario despojado de soberanía. Pero, la restauración de Fernando VII en la península ibérica tampoco significó la vuelta al Antiguo Régimen sino a una nueva forma de poder, más radicalizado hacía una tiranía personal, el Absolutismo. En España, a través de un golpe de Estado, el Manifiesto de los Persas, Fernando declaró estos decretos "nulos y de ningún efecto", se borró todo rastro de liberalismo, se persiguió y exilió a los liberales españoles, mientras volvían los afrancesados, bonapartistas favorables al poder establecido. En América, por el contrario, la resistencia armada de las juntas posibilitó nuevas declaraciones de independencia a través de sus congreso constituyentes y la creación de estados republicanos ahora completamente separados del Imperio español. El conflicto militar dio paso a la aparición de la figura de los libertadores, entre los que destacaron Hidalgo y Morelos en México, José de San Martín en Argentina, Chile y Perú, José Artigas en la Banda Oriental y Simón Bolívar en Venezuela, Colombia, Ecuador, Panamá y Bolivia.
La independencia de los nuevos estados de América se consolidó en la década de 1820 debido a las consecuencias político-militares del Pronunciamiento de Riego, que en España dio paso al Trienio Liberal, en México derivó en la creación del Ejército Trigarante en 1821 y en América del Sur al principio del fin del último ejército virreinal en la batalla de Ayacucho en 1824, suceso al que se suele recurrir como el fin de las grandes campañas de las guerras de independencia en América del Sur. Aunque el periodo estricto de lucha militar comprende desde la batalla de Chacaltaya (1809) o el combate de Cotagaita (1810), en la actual Bolivia, hasta la batalla de Tampico (1829), en México.
Los últimos bastiones españoles son el Castillo San Felipe en Puerto Cabello hasta 1823; en San Juan de Ulúa, Veracruz hasta 1825. Por último, en enero de 1826, caen los reductos españoles del Callao y Chiloé. Solo permanecen como últimos dominios españoles las islas de Cuba y Puerto Rico, que resisten como bases de la reconquista tras los frustrados planes colombo-mexicanos de expedición conjunta para la liberación de Cuba (1820-1827). El último capítulo de la guerra terminó con la tentativa de reconquista de España contra sus antiguas posesiones mexicanas en 1829, cuando la expedición de Isidro Barradas llegó a Tampico y fue derrotada por el Ejército Mexicano. Sin embargo los gobiernos independientes tuvieron que enfrentar las guerrillas realistas, por ejemplo entre 1823 y 1827 en Venezuela; entre 1822 y 1826 en Pasto, Colombia; hasta 1832 en el sur de Chile, apoyados por mapuches y pehuenches; y hasta la década de 1830, la guerrilla de Iquicha en Perú. Las independencias americanas tuvieron como consecuencia directa la emigración forzosa de la población civil española sufrida durante la guerra y posteriormente persecución y expulsión debido a las leyes de Expulsión de los españoles de América de los nuevos estados con el objeto de consolidar su independencia.
El reconocimiento internacional de las independencias llega desde el Reino Unido de Portugal y Brasil en primer lugar. Seguidamente los Estados Unidos, el Reino Unido y Francia establecieron relaciones comerciales con los nuevos gobiernos americanos y posteriormente reconocieron la soberanía de los nuevos estados a lo largo de la década de 1820. Sin embargo España sólo abandonó los planes de reconquista después de la muerte del rey Fernando VII, ocurrida en 1833. Las Cortes españolas renunciaron a sus posesiones en América en 1836 y autorizaron al gobierno para realizar tratados de paz y reconocimiento con todos los nuevos estados surgidos en el continente.

## Antecedentes al proceso independentista
Muchos años antes del comienzo del conflicto en 1808, se reconocen antecedentes al proceso independentista en Hispanoamérica. Algunos de estos se produjeron en la América española, otros en la metrópoli española, y el último grupo fueron internacionales, de influencia mundial reconocida, como la independencia de los Estados Unidos de América (1776) y la revolución francesa (1789). Estos fenómenos forman parte de las llamadas Revoluciones atlánticas.

### En España peninsular
Al acabar el siglo XVIII, gracias a su dilatado imperio, España figuraba aún entre las grandes potencias internacionales. El imperio no solo aportaba prestigio y peso diplomático, también resultaba muy crucial para la economía de la Corona española. Al final del antiguo régimen los ingresos de la Real Hacienda provenientes de América representan el 20 % del total de los ingresos fiscales de la metrópoli. El virreinato mexicano aportaba el 80 % de la recaudación americana. En el último tercio del siglo el tráfico con los territorios de ultramar representó cerca de la mitad del comercio exterior español. Absorbía casi la mitad de las exportaciones, integradas por productos españoles, pero también por artículos europeos, pues España en calidad de metrópoli ejercía el monopolio del comercio, y todos los países que quisieran comerciar con las Indias debían hacerlo a través de los puertos españoles. Los territorios americanos también ofrecían un suministro constante de metales preciosos: entre 1784 y 1796 las minas de plata de México y el Alto Perú producían una media anual de 355 millones de pesos.
Sin embargo, sostener el imperio no resultaba fácil. Si preservar el monopolio comercial y eliminar el contrabando en tiempos de paz ya era de por sí complicado, más lo fue desde finales del siglo XVIII, cuando la alianza de España con Francia obligó a mantener un estado prácticamente permanente de guerra con Gran Bretaña. Las contiendas hispano-británicas entorpecieron el comercio español con América, hasta el punto de interrumpirlo casi por completo: en 1801 el promedio anual de exportaciones a las Indias había descendido un 93 %; las importaciones también cayeron radicalmente. Tras la destrucción de la flota española en la batalla de Trafalgar, en 1805, Gran Bretaña se aventuró, incluso, al ataque directo a las costas americanas. En 1806 y 1807 la armada británica trató de ocupar el puerto de Buenos Aires y las autoridades virreinales rechazaron el ataque. Una acción que reveló la impotencia de España para defender sus reinos ultramarinos y demostró a los criollos (descendientes de españoles nacidos en América) la propia fuerza que tuvieron en el desarrollo y el triunfo frente a las pretensiones inglesas.
En varias ocasiones a finales del siglo XVIII y principios del siglo XIX, la Corona española se planteó la posibilidad de crear reinos independientes en los territorios americanos. Según estos planes, los virreinatos pasarían a ser gobernados por miembros de la familia real, convirtiéndose en monarquías hereditarias. Los sucesos dramáticos de la política europea española al final del reinado de Carlos IV en 1808 supusieron el abandono definitivo de estos planes.

### En Hispanoamérica
- Las primeras nociones para una independencia política empezarían a surgir en la Gran Rebelión de Encomenderos, por el cual los Encomenderos se opusieron a la injerencia de la Corona de Castilla y el Consejo de Indias para hacer modificaciones administrativas en el Sistema señorial de los Reinos de Indias, con el fin de extender la institucionalidad del gobierno metropolitano (la Monarquía Española) en las Indias para asegurar el respeto del Derecho indiano y las Leyes de Indias. Aquello perjudicaría los cargos políticos vitalicios y hereditarios que habían obtenido los Conquistadores españoles (quienes hasta ese punto hicieron la conquista bajo iniciativa propia y con solo una participación nominal del estado español que mayormente les daba la protección diplomática del Vasallaje, habiendo logrado hacerse soberanos feudales en América). Frente a ello, surgirían proyectos de independencia en los partidarios de Martín Cortés Zúñiga[39] o Gonzalo Pizarro[40] (como Francisco de Carvajal) para evitar la abolición de las Encomiendas. Así, el partido de los encomenderos y el partido del rey podría haber sido análogo a la futura lucha de separatistas y realistas (sobre todo su aspecto de Lucha de clases por parte de la oligarquía criolla terrateniente en rebeldía al rey).[41]
- Desde décadas anteriores existieron revoluciones de las más diversas características y finalidades, pero que no formaron parte del movimiento independentista hispanoamericano, entre las que se destacaron la rebelión de Túpac Amaru I en Perú (1570), la Guillén de Lampart en México (1640-1643), las Revoluciones de los Comuneros en Paraguay (1721-1735), la del canario Juan Francisco de León contra el monopolio de la Real Compañía Guipuzcoana en Venezuela (1748), el levantamiento maya liderado por Jacinto Canek en Yucatán, México (1761), y el levantamiento quechua-aimara liderado por Túpac Amaru II en el Cuzco, Perú (1780-1781). La Revolución de los comuneros en El Socorro (actual Santander (Colombia), además de la guerra de Arauco en la que el pueblo mapuche había detenido el avance español por más de dos siglos, o las múltiples Protestas y rebeliones del siglo XVIII en el Virreinato del Perú contra el Absolutismo español. Sin embargo, no todas estas rebeliones habrían sido de carácter separatista, siendo que la gran mayoría tenían la consigna Viva el rey, muera el mal gobierno y buscaban exigir mayormente reformas dentro del marco institucional de la corona para cumplir el Pactismo entre súbditos americanos con la monarquía.
- Las ideas liberales de la Ilustración que fueron difundidas en América y en toda Europa y que llegaban a las universidades, las academias literarias y las sociedades económicas fomentaron los ideales revolucionarios que eran contrarios a la actuación de la Monarquía española en su Imperio. Entre estas nuevas ideas sobresalían el principio de soberanía nacional, el contrato social de Rousseau, y los derechos individuales, opuestos al absolutismo real. Recogiendo estas ideas, el peruano Juan Pablo Vizcardo y Guzmán publicó en 1791 su Carta a los españoles americanos, documento en el que exhorta a los pueblos de América a obtener su independencia.
- Los encuentros de los máximos dirigentes hispanoamericanos de la revolución en el exterior y la participación de algunos de ellos en las revoluciones liberales europeas, así como sus contactos con los gobiernos exteriores.

### Internacionales
- La Declaración de Independencia de los Estados Unidos realizada en 1776 por las trece colonias americanas de Gran Bretaña dio inicio a los procesos de independencia del colonialismo europeo;
- La Declaración de Derechos de Virginia de 1776, la primera en proclamar que todos los hombres son por naturaleza libres e independientes y tienen una serie de derechos inherentes de los cuales no pueden ser privados.
- La Revolución Francesa en 1789 que proclamó la igualdad de todos los franceses y sus derechos fundamentales; aunque excluía a los esclavos de sus colonias.
- La revolución haitiana de 1791 realizada por los esclavos negros de esa colonia francesa, la primera en abolir la esclavitud y la primera en lograr la independencia del colonialismo en América Latina y el Caribe, aprovechando que Napoleón no evitaría la independencia al estar involucrado en sus guerras por toda Europa.
- La derrota de la flota española en la Batalla de Trafalgar en 1805 a manos del Imperio británico.
- Los fallidos intentos del Imperio británico para ocupar directamente nuevos territorios continentales americanos, como el que había protagonizado contra Cuba y Cartagena de Indias en la guerra del Asiento (1741) o las dos Invasiones Inglesas en el Virreinato del Río de la Plata en 1806 y 1807, que llevó a generar una conciencia hispanoamericana de las capacidades y poderes propios y a la creación de varios cuerpos militares locales como el Regimiento de Patricios.
- El intento fallido de invadir y liberar Venezuela en 1806 por una expedición naval organizada en los Estados Unidos, liderada por el general Francisco de Miranda.

## Crisis de la monarquía española y transformación del trono (1808-1833)
El proceso independentista en Hispanoamérica estaba inmerso en el contexto global de las guerras napoleónicas. Estalló en 1808, la cesión a Napoleón Bonaparte del trono español en las Abdicaciones de Bayona, este designó a su hermano José Bonaparte como rey constitucional de España, según la Constitución de Bayona. Esto provocó el rechazo de toda la monarquía española, se produjo el fenómeno de las Juntas patrióticas, que proclamó a Fernando VII como rey. Pero hubo un conflicto entre los movimientos juntistas americanos y los españoles, que proponían en la Constitución de Cádiz una monarquía unitaria de hegemonía peninsular. La derrota de Napoleón, y su necesidad de recuperar sus ejércitos de España, condujo al acuerdo con Fernando VII, en el Tratado de Valençay. Fernando acordaba la paz y recuperaba el trono, según las leyes españolas, con plenos poderes absolutistas. Fernando restaurado rechazó las Cortes de Cádiz, reprimió a los liberales españoles, pero no pudo derrotar los revolucionarios de América.
| Nombre                                                    | Inicio | Fin  | Organismo             | Procesos | Monarca                                                |
| --------------------------------------------------------- | ------ | ---- | --------------------- | --- | ------------------------------------------------------ |
| Reino de España e Indias (Royaume d'Espagne et des Indes) | 1808   | 1814 | España napoleónica    | Ocupación militar francesa; Abdicaciones de Bayona; Constitución de Bayona                                          | José Bonaparte (Ocupación militar francesa hasta 1813) |
| Reino de España e Indias (Antiguo Régimen)                | 1808   | 1810 | Junta Suprema Central | Tratado Apodaca-Canning; España durante la guerra de la Independencia Española; Guerra de la Independencia Española | Junta (Ausencia)                                       |
| Reino de las Españas (Liberalismo)                        | 1810   | 1813 | Cortes de Cádiz       | Constitución española de 1812                                                                                       | Regencia (Ausencia)                                    |
| Reino de España e Indias (Absolutismo)                    | 1814   | 1819 | Sexenio absolutista   | Tratado de Valençay; Golpe de Estado de mayo de 1814                                                                | Fernando VII                                           |
| Reino de las Españas (Liberalismo)                        | 1820   | 1822 | Trienio Liberal       | Pronunciamiento de Riego                                                                                            | Fernando VII (Subordinado)                             |
| Reino de España e Indias (Absolutismo)                    | 1823   | 1833 | Década absolutista    | Cien mil hijos de San Luis; Guerra Realista                                                                         | Fernando VII (Ocupación militar francesa hasta 1827)   |

### En España
- La coyuntura del gobierno de España, inmerso en las guerras napoleónicas. Si bien en un principio fue aliada a Francia por el Tratado de San Ildefonso (1796), posteriormente se opuso a Napoleón, quien pretendió imponer una monarquía liberal afín. La caída del antiguo régimen español con las abdicaciones de Bayona implicaba que los reinos castellanos de Indias perderían el estatus especial que le otorgaban las Leyes de Indias, según las cuales eran patrimonio de la monarquía española (aunque previamente, en 1768, en la práctica, los reinos americanos habían sido mermados a una condición colonial por las reformas borbónicas del Imperio Español). Ahora en el nuevo régimen de corte liberal, tanto en las disposiciones del estatuto de Bayona (1808), como igualmente en la Constitución española (1812), los europeos pretendían disminuir o desaparecer la representatividad o el número de representantes americanos del parlamento.
- El vacío de gobierno en España, causado sucesivamente por la guerra con Napoleón y por el Trienio Liberal que ocupó la revolución del constitucionalismo español, abrió la oportunidad para que la clase dominante hispanoamericana, formada por criollos europeos, dieran impulso y sostuvieran el movimiento y la guerra por la independencia como medio definitivo de conservar y mejorar su estatus, disminuido o en riesgo de perderse por el liberalismo. La independencia de la Patria fue el carácter esencial del movimiento que finalmente predominó en todos los lugares de América, por encima de otros movimientos independentistas que, como el fallido de Hidalgo en México, se pretendían acompañar también de una verdadera revolución social. En algunos países resultó una continuidad de las prácticas de castas coloniales, donde esclavos, indígenas y criollos no ejercían los mismos derechos.

### En Hispanoamérica
- El descontento de la población americana, en los criollos, que querían la independencia para cambiar un sistema colonial al que consideraban injusto ya que los excluía de las máximas decisiones políticas. Los criollos querían dirigir el poder político y practicar el librecambio o libre mercado, pudiendo desarrollar libremente sus actividades comerciales. Tales libertades en el comercio estaban frenadas por el monopolio que se ejercía desde la metrópoli, sumado a gabelas y trabas. Insistían en tomar el control de los cabildos y la administración de las colonias.
- El concepto del derecho indiano, según el cual Hispanoamérica era un bien realengo perteneciente a la Corona española como patrimonio de la familia real, provocó que cuando el rey Fernando VII junto con su padre Carlos IV fueron retenidos en Francia, las provincias americanas no reconocieran a las cortes de Cádiz ni a la Junta Suprema Central sino que formaran Juntas de Gobierno en cada país, con el objetivo inicial de gobernar y posteriormente de sustituir al estado español.
- Una parte de la aristocracia criolla no estaba de acuerdo con algunos aspectos fundamentales de la constitución española de 1812, como el reparto de la tierra o la igualdad política entre ellos y los indios. Este motivo fue determinante sólo en México, de modo que, cuando la constitución española entró en vigor nuevamente en 1820, estos criollos, liderados por Agustín de Iturbide, cambiaron de bando y pasaron de defender la unidad de la Monarquía Española a luchar por la independencia.

### Internacional
- El Reino Unido alcanza la posición de potencia hegemónica mundial en el tráfico internacional marítimo, a expensas de los dominios españoles americanos. El apoyo que Inglaterra dio en su territorio a la formación de las logias masónicas que apoyaron la independencia de América y a sus jefes, que acabaron siendo posteriormente los líderes de la independencia de América, como Simón Bolívar y José de San Martín. La ayuda de Inglaterra en la logística de las tropas independentistas, el movimiento naval de sus tropas, por ejemplo a Venezuela, de manera limitada durante las guerras napoleónicas y más abiertamente después, o el traslado y armado de tropas pro independencia desde Europa e Inglaterra, como los más de 5000 fusileros polacos.
- Francia invade la Península Ibérica durante la ocupación napoleónica (1808-1813) y durante el apoyo de la Santa Alianza europea a favor del rey Fernando VII (1823-1827) para recuperar el trono de España. Respecto a América, la restauración borbónica en Francia condujo a un acuerdo con Gran Bretaña, reflejado en el Memorandum Polignac, por el que no apoyarían la restauración española en los reinos americanos.

## La formación de los estados hispanoamericanos

### Inicio: las juntas autónomas hispanoamericanas

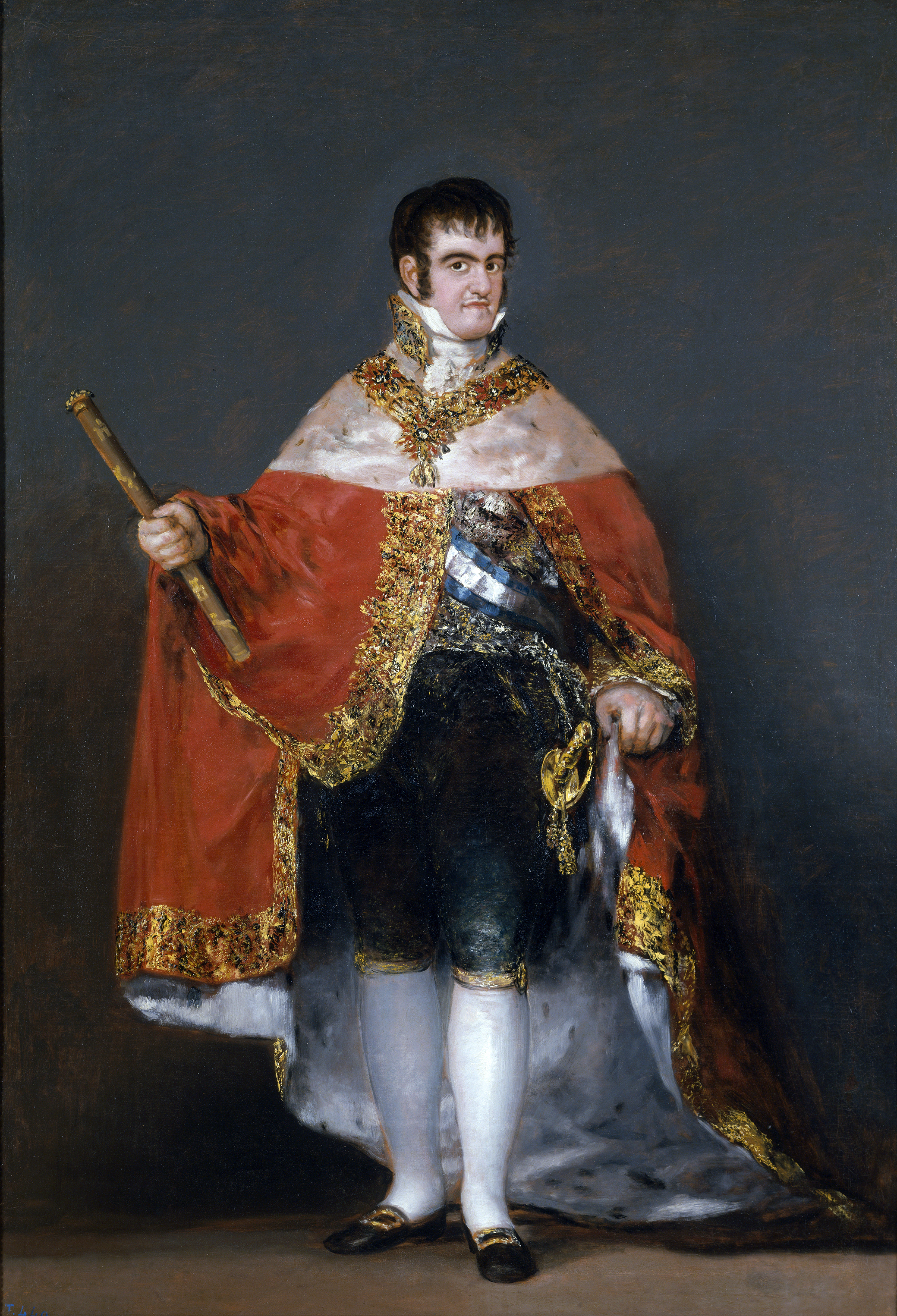
El Rey Fernando VII. Su cautiverio durante la invasión napoleónica provocó la creación de múltiples Juntas de Gobierno, lo que derivaría finalmente en la emancipación de las colonias españolas en América.

En Europa, la ocupación de la Francia Napoleónica de España tuvo un giro tras el Motín de Aranjuez por el cual el entonces príncipe de Asturias derrocaba del gobierno del príncipe de la Paz, Manuel Godoy, seguido de la abdicación de Carlos IV en beneficio suyo, erigiéndose como Fernando VII. Sin embargo, tan pronto como pudo, Carlos IV protestó su abdicación y así se lo hizo saber a Napoleón. Por lo tanto, el emperador aprovechó tal situación en su beneficio. Primero postergó el reconocimiento de Fernando VII hasta entrevistarse con él haciéndolo ir hasta territorio francés en Bayona. Allí hizo llegar a Carlos IV a quien en todo momento le reconocía como aún rey con quien pactó a través de Godoy su abdicación a la corona a cambio de mantener la integridad de la Corona española y sus posesiones americanas, por lo cual aceptó. Finalmente, entre todos convencieron a Fernando VII para que fuera buen y leal hijo y le devolviese la corona a su padre, a lo cual Fernando VII terminó por aceptar sin saber del pacto elaborado en la víspera. Napoleón, ya poseedor de los derechos sucesorios sobre todos los reinos de la monarquía, arrancó las renuncias a sus derechos al príncipe de Asturias y a los infantes herederos de Carlos IV, ofreciendo una pensión millonaria a la ahora familia real española en suelo francés, aunque en realidad quedaba toda la familia cautiva del emperador. Napoleón comenzó a gobernar directamente sobre España y organizó la creación del Acta Constitucional de España, redactada allí mismo en Bayona, y al mes de las abdicaciones nombró a su hermano mayor José I Bonaparte, en ese momento rey de Nápoles, como nuevo rey de las Españas y de las Indias. José Bonaparte desde luego aceptó la Corona española, renunciando a las napolitana, juró la nueva constitución de Bayona y entró en Madrid como rey protestado por las tradicionales instituciones españolas que aceptaban de facto las abdicaciones de Bayona.
Sin embargo, el pueblo español no estaba de acuerdo con la invasión francesa y poco a poco iniciaron los levantamientos que enfrascaron a la mitad insurgente de España contra la otra mitad josefina española apuntalada por las fuerzas de ocupación del Imperio francés en la llamada guerra de la Independencia española (1808-1814). Los insurgentes españoles se fueron organizando en juntas de gobierno en las diferentes partes integrantes de las Corona española, principalmente en la zona sur de la península. En América, conforme llegaban las noticias desde Europa, se fueron conformando juntas de gobierno americanas para igualmente conservar los derechos dinásticos del rey Fernando VII, desde entonces llamado el Deseado. Pero las juntas americanas se enfrentaron a un dilema: debían de ser autónomas como sus hermanas peninsulares o debían de depender de alguna junta europea; y en el caso de depender de alguna peninsular, la duda sería de cuál de todas aquellas.
Los españoles peninsulares radicados en algún punto en América no concebían que fueran las juntas autónomas bajo ninguna circunstancia, pero los españoles americanos, más conocidos como criollos y mestizos, vieron la oportunidad de romper con las prohibiciones centenarias y alcanzar de algún modo el gobierno de sus propias patrias, fueran estas autonomías o no consecuencia de la ocupación de Napoleón. De esta forma, en América comenzaron una serie de movimientos locales que desconocían los nombramientos elaborados por las juntas peninsulares para el gobierno americano, aduciendo los mismos principios de aquellas de que todo lo hacían por la defensa del rey legítimo Fernando VII y para detener la usurpación del trono español por José I. Otro argumento que tuvieron los criollos y los mestizos fue que nada garantizaba que las juntas europeas no cayeran en manos de José I o del mismo Napoleón y por ende la América española se convirtiera en una América francesa; de esta manera la autonomía le daba más oxígeno a la familia real española, abriéndose la posibilidad de que escapasen de su prisión y que hicieran lo mismo que la familia real de Portugal, huyeran a América y que reinaran desde estas sus otras tierras.
En medio de todo este panorama, en 1808 el ayuntamiento de Ciudad de México se erigió en la primera junta autónoma americana, inclusive con el apoyo del virrey de Nueva España, José de Iturrigaray; sin embargo, el movimiento de los españoles peninsulares asustados de la independencia del virreinato, organizaron un golpe de Estado, destituyendo a Iturrigaray y encerrando a todos los rebeldes.
| Año  | Día              | Nombre                                                                  | Ubicación                                                  | País actual | Líderes                                                                         |
| ---- | ---------------- | ----------------------------------------------------------------------- | ---------------------------------------------------------- | ----------- | ------------------------------------------------------------------------------- |
| 1808 | 9 de agosto      | Junta de México                                                         | Virreinato de Nueva España                                 | México      | Francisco Primo de Verdad Melchor de Talamantes José de Iturrigaray             |
| 1808 | 21 de septiembre | Junta de Montevideo                                                     | Virreinato del Río de la Plata                             | Uruguay     | Francisco Javier de Elío                                                        |
| 1809 | 25 de mayo       | Audiencia Gobernadora                                                   | Virreinato del Río de la Plata                             | Bolivia     | Bernardo de Monteagudo Jaime de Zudáñez                                         |
| 1809 | 16 de julio      | Junta Tuitiva en La Paz                                                 | Virreinato del Río de la Plata                             | Bolivia     | Pedro Murillo                                                                   |
| 1809 | 10 de agosto     | Primera Junta de Quito                                                  | Virreinato de Nueva Granada                                | Ecuador     | Juan Pío Montúfar                                                               |
| 1810 | 19 de abril      | Junta Suprema de Caracas                                                | Capitanía General de Venezuela                             | Venezuela   | Francisco de Miranda Martín Tovar Ponte José de las Llamozas Juan Germán Roscio |
| 1810 | 22 de mayo       | Junta de Cartagena                                                      | Nuevo Reino de Granada                                     | Colombia    | José María García de Toledo                                                     |
| 1810 | 25 de mayo       | Primera Junta de Buenos Aires                                           | Virreinato del Río de la Plata                             | Argentina   | Cornelio Saavedra Mariano Moreno Manuel Belgrano                                |
| 1810 | 3 de julio       | Junta extraordinaria de Santiago de Cali                                | Nuevo Reino de Granada                                     | Colombia    | Joaquín de Caycedo y Cuero                                                      |
| 1810 | 20 de julio      | Junta de Santa Fe                                                       | Nuevo Reino de Granada                                     | Colombia    | Francisco José de Caldas Camilo Torres                                          |
| 1810 | 16 de septiembre | Grito de Dolores                                                        | Virreinato de Nueva España                                 | México      | Miguel Hidalgo y Costilla                                                       |
| 1810 | 18 de septiembre | Primera Junta Nacional de Gobierno de Chile                             | Capitanía General de Chile                                 | Chile       | Mateo de Toro Zambrano Juan Martínez de Rozas                                   |
| 1810 | 22 de septiembre | Segunda Junta de Quito                                                  | Virreinato de Nueva Granada                                | Ecuador     | Carlos de Montúfar José de Cuero y Caicedo                                      |
| 1811 | 28 de febrero    | Grito de Asencio                                                        | Virreinato del Río de la Plata                             | Uruguay     | Pedro José Viera Venancio Benavides                                             |
| 1811 | 15 de mayo       | Junta del Paraguay                                                      | Virreinato del Río de la Plata                             | Paraguay    | Pedro Juan Caballero Fulgencio Yegros Gaspar Rodríguez de Francia               |
| 1811 | 20 de junio      | Insurrección de Tacna                                                   | Virreinato del Perú                                        | Perú        | Francisco Antonio de Zela                                                       |
| 1811 | 19 de agosto     | Suprema Junta Nacional Americana o Suprema Junta Gubernativa de América | Virreinato de la Nueva España                              | México      | Ignacio López Rayón José María Liceaga José Sixto Verduzco José María Morelos   |
| 1811 | 5 de noviembre   | Primer Grito de Independencia de Centroamérica                          | Capitanía General de Guatemala, Virreinato de Nueva España | El Salvador | Manuel José Arce Leandro Fagoaga José Matías Delgado                            |

Desarrollo de las guerras de independencia hispanoamericanas
Gobierno bajo control realista
Leal a la Junta Central Suprema o Cortes
Junta americana o movimiento de insurrección
Independencia declarada o establecida
España bajo la revolución liberal

| 1814 | 3 de agosto      | Rebelión del Cuzco                                                      | Virreinato del Perú                                        | Perú        | José Angulo Mateo Pumacahua                                                     |

La Junta de Sevilla se nombró como Junta Suprema de España e Indias con la clara aspiración de controlar a todas las posesiones ultramarinas de España, por ser la sede de la antigua Casa de Contratación de Sevilla y por ende la puerta tradicional de entrada y salida para toda comunicación entre la península y las Indias. Por eso algunos gobiernos americanos no dudaron en prestarle reconocimiento. Pero las demás sabían que no podrían ganar la guerra desunidas así que se esforzaron en fusionarse todas en la Junta Suprema Central y Gubernativa del Reino, organizada en Aranjuez el 25 de septiembre de 1808, con lo cual los americanos ya no tendrían dudas de a quién debían de obedecer.
Sin embargo, las juntas americanas que se continuaron conformando a pesar de la centralización de las juntas peninsulares en una sola fue que la relación de los antiguos virreinatos y capitanías generales no eran con una junta ni ningún cuerpo peninsular, sino directamente con el rey Fernando VII, así que en tanto el no estuviera libre, no tenían por qué obedecer a ninguna autoridad autoproclamada en la península. Para atraerse a los americanos, la Junta Central convino en que así como los reinos tradicionales de la península enviarían dos representantes para su funcionamiento, los reinos de ultramar podrían enviar su propio representante. Esta sería la primera vez que alguna posesión ultramarina tuviera una representación en alguna instancia en la península. Aunque con la crisis dinástica como estaba, la medida llegaba muy tarde. Los "reinos" que podrían mandar representación eran los virreinatos de Nueva España, Perú, Nueva Granada y Buenos Aires; así como las capitanías generales independientes de Cuba, Puerto Rico, Guatemala, Chile, Venezuela y las Filipinas.
Este plan fue criticado por ofrecer una representación desigual y escasa de los territorios de ultramar; sin embargo, a fines de 1808 y comienzos de 1809 las capitales provinciales eligieron los candidatos, cuyos nombres fueron enviados a las capitales de los virreinatos o capitanías generales. Varias grandes ciudades importantes se quedaron sin ninguna representación directa en la Junta Suprema. En particular Quito y Chuquisaca (La Plata o Sucre), que se veían a sí mismas como capitales de sus provincias, se resintieron de ser subsumidas dentro de los más grandes "Vice-reinos". Esta inquietud llevó a la creación de juntas en estas ciudades en 1809, que finalmente fueron reprimidas con violencia por las autoridades durante el curso del año. Con el fin de establecer un gobierno con mayor legitimidad, la Junta Suprema pidió la celebración de "Cortes extraordinarias y generales de la nación española". El esquema de las elecciones para las Cortes, ahora sobre la base de provincias (diputaciones provinciales) y no de los reinos, era más equitativo y proporcionado pero no colmaba las expectativas americanas, a la espera de redefinir lo que se consideraban las Provincias españolas en América basadas en las antiguas intendencias de ultramar.
La Junta Suprema debido a los reveses sufridos por las fuerzas españolas frente a Napoleón dejó Aranjuez y la región de La Mancha, para refugiarse en Sevilla y finalmente en la isla-ciudad de Cádiz, donde funcionaría como el Consejo de Regencia de España e Indias el 29 de enero de 1810, siempre en nombre de Fernando VII. Para este momento, la mayoría de los americanos no veía razón para reconocer un gobierno provisional que estaba bajo la amenaza de ser capturado por los franceses en cualquier momento, por lo que comenzaron a trabajar en la creación de juntas locales americanas para preservar la independencia de la región de los franceses. Los movimientos juntistas tuvieron éxito en la Nueva Granada (Colombia), Venezuela, Chile y Río de la Plata (Argentina) pero no así en América Central. En última instancia, América Central, junto con la mayoría de la Nueva España, Quito (Ecuador), Perú, Charcas (Bolivia), el Caribe y las Islas Filipinas, se mantuvieron bajo control de los realistas durante la siguiente década y participaron en el esfuerzo español para establecer un gobierno liberal representado por las Cortes de la monarquía española.

### Radicalización: congresos constituyentes y declaraciones de independencia
En el año 1810 se da la clausura de la Junta Central sevillana que, tras las victorias napoleónicas y la pérdida casi completa del territorio peninsular, es sucedida por la Regencia de Cádiz, la que a su vez sirvió de preámbulo para la instauración de la Constitución española de 1812, y como resultado desde Cádiz (último reducto español independiente), se pretende dar fin al estado absolutista de toda la monarquía, y en consecuencia a la instauración en Europa y América de un régimen liberal, pero que en definitiva pretendía someter a Fernando VII y los dominios americanos, a los que se otorgó una representación minoritaria, al dictado europeo de las leyes nacionales de la península ibérica.
En América se produce la radicalización del conflicto y la transformación de las juntas de autogobierno americanas, que reconocían previamente a la persona del monarca español, en los respectivos congresos nacionales de cada estado naciente que realizan seguidamente sus declaraciones de independencia. Estos hechos suceden en un ambiente de violencia creciente y de conflictos militares que se extienden a nivel continental. Las declaraciones de independencia de los nuevos países americanos son:
| Nombre                                                                | Virreinato o territorio emancipado                                          | Año  | Fecha            | Declaración                                          | Congreso Constituyente                                        | País actual                                                            |
| --------------------------------------------------------------------- | --------------------------------------------------------------------------- | ---- | ---------------- | ---------------------------------------------------- | ------------------------------------------------------------- | ---------------------------------------------------------------------- |
| Confederación Americana de Venezuela                                  | Capitanía General de Venezuela                                              | 1811 | 5 de julio       | Acta de la Declaración de Independencia de Venezuela | Primer Congreso Nacional de Venezuela                         | Venezuela                                                              |
| Estado Libre de Cartagena                                             | Provincias Unidas de la Nueva Granada                                       | 1811 | 11 de septiembre | Acta de independencia de la provincia de Cartagena   |                                                               | Colombia                                                               |
| Estado de Quito                                                       | Real Audiencia de Quito del Virreinato de Nueva Granada                     | 1811 | 11 de octubre    | Constitución de Quito                                | Congreso Constituyente del Estado de Quito                    | Ecuador                                                                |
| Provincias Unidas del Río de la Plata                                 | Virreinato del Río de la Plata                                              | 1813 | 31 de enero      |                                                      | Asamblea del Año XIII                                         | Argentina y Bolivia ( Uruguay no fue admitida y Paraguay no participó) |
| Gobierno de las Misiones Guaraníes del Virreinato del Río de la Plata |                                                                             | 1813 | 12 de octubre    | Primera constitución paraguaya                       | Congreso de 1813                                              | Paraguay                                                               |
| América Septentrional                                                 | Virreinato de la Nueva España                                               | 1813 | 6 de noviembre   | Acta de Independencia de la América Septentrional    | Congreso del Anáhuac (Chilpancingo, 13 sep. 1813)             | México                                                                 |
| Liga Federal                                                          | Gobernación de Montevideo del Virreinato del Río de la Plata                | 1815 | 29 de junio      |                                                      | Congreso de Oriente                                           | Uruguay                                                                |
| Virreinato del Río de la Plata                                        |                                                                             | 1816 | 9 de julio       | Declaración de independencia de la Argentina         | Congreso de Tucumán                                           | Argentina                                                              |
| Estado de Chile                                                       | Capitanía General de Chile                                                  | 1818 | 12 de febrero    | Acta de Independencia de Chile                       | [ n 4 ]                                                       | Chile                                                                  |
| Gran Colombia                                                         | Virreinato de Nueva Granada                                                 | 1819 | 17 de diciembre  |                                                      | Congreso de Angostura                                         | Colombia, Ecuador, Panamá y Venezuela                                  |
| Provincia Libre de Guayaquil                                          | Gobierno de Guayaquil del Virreinato del Perú                               | 1820 | 9 de octubre     | Independencia de Guayaquil                           |                                                               | Ecuador                                                                |
| República de Perú                                                     | Virreinato del Perú                                                         | 1821 | 28 de julio      | Acta de Independencia de Perú                        | Congreso Constituyente del Perú (1822)                        | Perú                                                                   |
| Centroamérica                                                         | Capitanía General de Guatemala                                              | 1821 | 15 de septiembre | Independencia de Centroamérica                       |                                                               | Costa Rica, El Salvador, Guatemala, Honduras y Nicaragua               |
| Imperio Mexicano                                                      | Provincia de Nueva España del Virreinato de la Nueva España                 | 1821 | 28 de septiembre | Acta de Independencia del Imperio Mexicano           | Junta Provisional Gubernativa                                 | México                                                                 |
|                                                                       | Provincia de Panamá y Provincia de Veraguas del Virreinato de Nueva Granada | 1821 | 28 de noviembre  | Acta de Independencia de Panamá                      | Independencia de Panamá                                       | Panamá                                                                 |
|                                                                       | Provincia de Charcas del Virreinato del Río de la Plata                     | 1824 | 6 de agosto      | Declaración de Independencia de Bolivia              | Asamblea General de Diputados de las Provincias del Alto Perú | Bolivia                                                                |

## Desarrollo del conflicto

### Campañas militares
Campañas militares de la Independencia Hispanoamericana (1810-1829)

### Participantes

#### Realistas
En las guerras de independencias hispanoamericanas, los realistas fueron el bando caracterizado por las fuerzas armadas formadas principalmente por españoles, europeos, americanos e indios, y empleadas para la defensa de la monarquía española en el primer tercio del siglo XIX.
Los diccionarios de la Real Academia los definen desde 1803 como regiarum partium sectator, el que en las guerras civiles sigue el partido de los reyes. En 1822 se añadió potestatis regia defensor, que defiende regalías y derechos de los reyes.
| Nueva España, Guatemala y Cuba | Nueva Granada, Venezuela y Quito | Río de la Plata y Paraguay | Perú, Charcas y Chile |
| --- | --- | --- | --- |
| - Félix María Calleja - Francisco Xavier Venegas - Juan José Ruiz de Apodaca y Eliza - Juan O'Donojú - Pascual Liñán - Ángel Laborde - Agustín de Iturbide hasta 1821 - Anastasio Bustamante hasta 1821 - Fernando Miyares y Mancebo - Melchor Álvarez hasta 1821 - José Antonio Arce Hinojos hasta 1821 - José Coppinger - Isidro Barrada Valdés - José de la Cruz - Vicente Filísola - Francisco Novella - Francisco Lemaur - José Joaquín Márquez y Donallo - Ciriaco del Llano - Manuel Gómez Pedraza hasta 1821 - Torcuato Trujillo - Juan Francisco París - José Ignacio de Urquidi | - Fernando Miyares y Gonzáles - Ramón Correa - José Ceballos - Domingo de Monteverde - José Tomás Boves - José Antonio Yáñez - Francisco Montalvo y Ambulodi - Juan de Sámano - Pablo Morillo - Miguel de la Torre - Francisco Tomás Morales - Sebastián de la Calzada - José María Barreiro Manjón - Juan de los Reyes Vargas - Agustín Agualongo - Basilio Modesto García - Melchor Aymerich - Alejandro de Hore - Juan de la Cruz Mourgeon - José Arizábalo y Orobio - José Preysler, Jefe del Estado Mayor de la 4.ª división. | - Francisco Javier de Elío - Gaspar de Vigodet - Bernardo de Velasco - Santiago de Liniers y Bremond - Vicente Nieto presidente de Charcas - José de Córdoba segundo comandante de Charcas - Joaquín de Soria - Antonio Olaguer Feliú | - José Fernando de Abascal y Sousa - José Manuel de Goyeneche - Pío Tristán - Joaquín de la Pezuela - Pedro Antonio Olañeta - José de la Serna e Hinojosa - José de Canterac - Jerónimo Valdés - Antonio Pareja - Juan Francisco Sánchez - Gabino Gaínza - Mariano Osorio - Rafael Maroto - Casimiro Marcó del Pont - José Ordóñez - Vicente Benavides - Antonio de Quintanilla - José Ramón Rodil y Gayoso |

#### Independentistas
Durante las guerras de independencia hispanoamericanas, patriotas fue la forma común en que se llamaron a sí mismos los combatientes a favor de la independencia de la Corona española combinando sentimientos de liberación y de arraigo por la Patria, la tierra natal o adoptiva a la que se sentían ligados por unos determinados valores, cultura, historia y afectos.

#### Participación extranjera

##### Intervención estadounidense
Los estadounidenses intervinieron apoyando y promoviendo la sublevación de los territorios españoles de Florida Occidental, Florida Oriental y Texas. Todo esto a través de expediciones de voluntarios liderados por generales estadounidenses. La república occidental de Florida se anexionó inmediatamente a los Estados Unidos en 1810. La tentativa en la Florida oriental en 1812 fracasó y condujo al caos del territorio. La situación se hizo más compleja con la sublevación de las naciones indias Creek y Seminolas. En 1821 los Estados Unidos y España firman el tratado de compra y cesión de las Floridas. En Texas, el rebelde Gutiérrez de Lara viajó a Estados Unidos y obtuvo el apoyo estadounidense formando una fuerza de Filibusteros en Luisiana que finalmente serían derrotados en la batalla de Medina.
Los corsarios independentistas eran buques armados privados reclutados por los gobiernos independentistas durante las guerras de independencia hispanoamericanas para destruir el comercio español y capturar buques mercantes españoles. El puerto corsario más importante era Baltimore. Se trataba en general de embarcaciones rápidas, es decir, goletas o bergantines. El despliegue a gran escala de buques de guerra comenzó a partir de 1816, especialmente bajo la bandera de Buenos Aires y la bandera oriental de Artigas. A partir de 1821, estos corsarios navegaban bajo las banderas de México y Colombia. La principal motivación de estos corsarios independentistas era el botín por lo que evitaban luchar contra la Armada española.
Cádiz era el principal puerto objetivo y el segundo puerto más importante fue La Habana, en Cuba. El gobierno de los Estados Unidos hizo la vista gorda sobre los corsarios norteamericanos intentando forzar a España en la cesión de Florida (Tratado de Adams-Onís), aunque tras ello tomaron medidas efectivas para terminar con los corsarios de su país.

##### Postura británica
El Reino Unido de Gran Bretaña e Irlanda fue aliado de España en la Guerra de la Sexta Coalición (1812-1814) contra la invasión de Napoleón Bonaparte. Francia derrotada firmó el Tratado de París de 1814. Gran Bretaña se comprometió a no dar ayuda militar a las fuerzas insurgentes americanas y declaró una estricta neutralidad en el conflicto. Sin embargo la posición imperialista del Reino Unido desarrolló a lo largo del conflicto un conjunto de medidas de ayuda militar, políticas y diplomáticas desde el Reino Unido o sus colonias, a favor de los insurgentes o revolucionarios dirigidos a desmembrar los dominios españoles en América. Debido al persistente enrolamiento en las fuerzas insurgentes, y ante las quejas diplomáticas españolas, el Reino Unido emitió una proclama advirtiendo a los súbditos británicos que no debían aceptar ninguna comisión ni prestar ayuda militar a ninguno de los beligerantes la cual no tuvo ninguna efectividad. En 1819 el Reino Unido sancionó el Acta de Alistamiento en el Exterior de 1819, prohibiendo a los súbditos británicos de participar en o equipar a fuerzas armadas que estuvieran en guerra con naciones que estuvieran en paz con el Reino Unido la que tampoco detuvo el flujo de militares, armas y buques para combatir a favor de la insurgencia.

### Territorios
Durante las luchas entre los independentistas y los realistas se sucedieron situaciones de violencia mutua. Los revolucionarios desconocieron las autoridades monárquicas españolas en América, formaron ejércitos y constituyeron repúblicas americanas. El gobierno español y Fernando VII reaccionan negando legitimidad a las juntas de gobierno americanas, y bajo la dirección española, se formaron en América los ejércitos realistas con un auxilio de expedicionarios españoles, pero principalmente por una mayoría de tropa y oficialidad de origen americano, lo que para unos autores le dio el carácter de guerra civil.

#### Sudamérica
La fase inicial tuvo como componente principal el enfrentamiento militar de las grandes capitales de las distintas provincias de virreinatos y capitanías que permanecieron leales al gobierno de España contra otras que, a ejemplo de las juntas de España, crearon Juntas de autogobierno americanas donde los naturales de América tomaron el control del gobierno.
En esta primera fase, el gobierno constitucional de Cádiz luchó contra los ejércitos de las juntas. En el sur, el antiguo Virreinato del Perú sofocó sus propios movimientos independentistas y envió auxilios a otras provincias leales de América que todavía resistían frente los revolucionarios, convirtiéndose en el gran reducto militar español del sur.
Estas fuerzas no solo frenaron el avance de las armas de la Junta de Buenos Aires, la más activa, sino que acabaron con las juntas del Charcas o actual Bolivia, de Chile y de Quito, y permitieron crear otros ejércitos leales con naturales de los países en revolución.
Más adelante, a partir de 1812, llegarían expedicionarios europeos a cuentagotas a distintos puntos hasta 1814, y por fin en 1815 una gran expedición española dirigida por Pablo Morillo invadió la Nueva Granada y dio apoyo a los leales de Costa Firme. Tanto Pablo Morillo como el virrey José Fernando de Abascal y Sousa sobresalieron como organizadores de la defensa de la monarquía española en América. A pesar de estos refuerzos peninsulares para 1816 Sudamérica no estaba firmemente asegurada en manos de los realistas, quedaba multitud de guerrillas en Venezuela y en el Bajo y Alto Perú, el reducto leal de Montevideo había sucumbido, y la poderosa junta de Buenos Aires rearmaba sus ejércitos regulares (que habían sido destrozados en sus ataques sobre el Alto Perú), para invadir Chile en 1817. Bolívar, desde Haití, regresó a Venezuela, aglutinó todo el caudillaje, y retomó la ofensiva en el norte del continente.

##### Ofensiva desde Buenos Aires
Tras consolidarse la Junta en Buenos Aires, sus primeras acciones bélicas apuntaron a controlar el Virreinato del Río de la Plata ya que no todas las provincias acompañaron sus acciones de igual forma, y algunas permanecieron leales a España:

###### Contrarrevolución en Córdoba

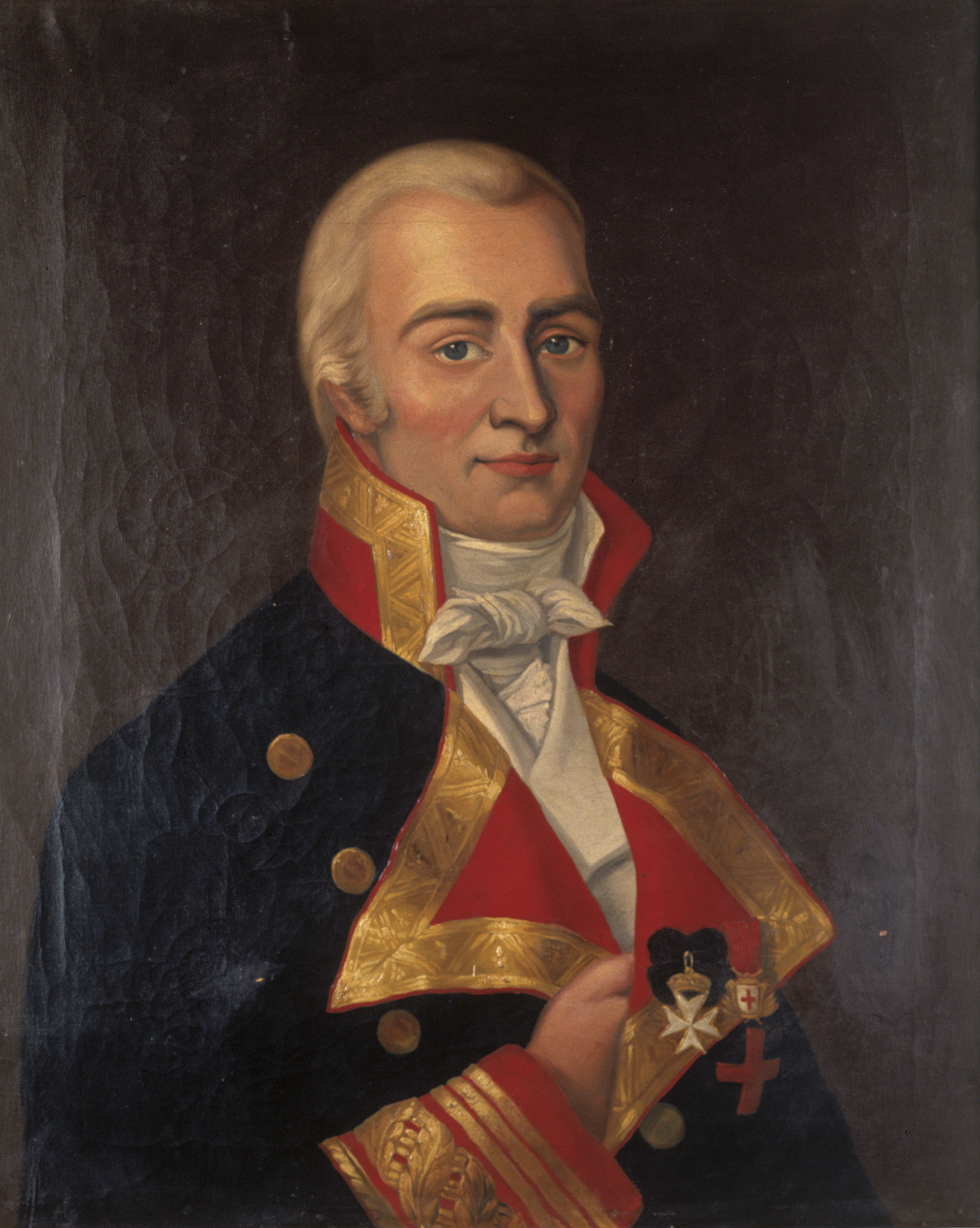
Santiago de Liniers enfrentó a la Revolución en Córdoba.

El mismo día de la instalación de la Primera Junta, el derrocado virrey Cisneros envió un mensaje secreto a su antecesor, Santiago de Liniers, que se hallaba en Córdoba, en que le encargaba la dirección de la resistencia contra la Revolución. Liniers y Gutiérrez de la Concha alistaron milicias urbanas y milicianos reuniendo 1500 hombres y 14 cañones.
En la ciudad de Mendoza, Faustino Ansay dirigió un levantamiento tomando el cuartel y reuniendo más de 200 soldados. Tres días más tarde, falto de apoyo, depuso su actitud y reconoció a la Junta.
Las demás ciudades terminaron acatando a la junta bonaerense.

###### Expedición a las Provincias Interiores y Alto Perú (Bolivia)
La organización del ejército que debía marchar al interior fue encargada al vocal Juan José Castelli, quien reunió 1150 hombres provenientes de los regimientos de infantería y caballería, tanto de las tropas milicianas como de los veteranos. La artillería estaba compuesta de 4 piezas volantes y 2 obuses. La fuerza iba regularmente uniformada, con abundantes municiones y buen armamento y con el sueldo pagado por anticipado, gracias a un empréstito obtenido del comercio por el vocal Juan Larrea. En octubre de 1810, la vanguardia del Ejército del Norte inició su marcha hacia el Alto Perú. El 7 de noviembre ambas fuerzas se enfrentaron en la Batalla de Suipacha. Se enfrentaron 800 realistas con 4 cañones contra 600 patriotas con 2 cañones. González Balcarce atrajo a las tropas realistas incitándolas a cruzar el río con una fuga fingida; en la orilla sur fueron sorpresivamente atacados de flanco por la infantería y la artillería que estaban ocultas entre los cerros mientras que la caballería, que en apariencia huía, dio vuelta para enfrentarlos. Los realistas se dieron a la fuga abandonando armas, artillería y municiones, desbandándose por completo. El resultado de Suipacha tuvo un fuerte efecto moral, y el 10 de noviembre la ciudad de Potosí deponía al gobernador Francisco de Paula Sanz. En Chuquisaca, un cabildo abierto reconoció la autoridad de la Junta porteña, declarando nula su adhesión al Virreinato del Perú. En La Paz, el intendente Domingo Tristán y Moscoso se plegó a la revolución y un congreso del pueblo aceptó por unanimidad la autoridad de la Junta de Buenos Aires. Todo el Alto Perú quedaba asegurado para los patriotas.

###### Paraguay
Tanto el territorio de Paraguay como el de la Banda Oriental del Uruguay fueron mantenidos por los realistas. La Junta de Buenos Aires cortó las comunicaciones fluviales de Montevideo con el Paraguay a través del río Paraná, y las autoridades de la ciudad de Corrientes detuvieron varias embarcaciones que se dirigían a Asunción.
El gobernador Bernardo de Velasco dirigiendo fuerzas realistas paraguayas incursionó en el territorio de las Misiones en busca de armas. El 1 de octubre, una flotilla paraguaya atacó Corrientes y rescató los buques paraguayos incautados; continuó incursionando en la zona durante varias semanas, apoderándose también de la Guardia de Curupayty, que Corrientes mantenía en el actual Departamento de Ñeembucú.
El 4 de septiembre, la Junta nombró al vocal Manuel Belgrano comandante de las fuerzas que debían operar en la Banda Oriental contra los realistas de Montevideo, asignándole un ejército exiguo: 250 hombres extraídos de diversos cuerpos militares porteños, con 6 cañones. Sin embargo, cuando la noticia del ataque a Misiones llegó a Buenos Aires la Junta decidió desviar la pequeña división de Belgrano hacia el Paraguay. Tras cruzar el Paraná, el pequeño ejército siguió aumentando sus fuerzas con tropas voluntarias reunidas por el comandante militar de Entre Ríos, José Miguel Díaz Vélez, y unos 200 hombres del Regimiento de Patricios mandados por Gregorio Perdriel. A fines de octubre, organizadas sus fuerzas en 4 divisiones y llevando al paraguayo José Machain como sargento mayor, el ejército avanzó hacia el norte por el centro de Entre Ríos, evitando cruzar cursos de agua. El 6 de noviembre, una escuadrilla con 300 realistas al mando de Juan Ángel Michelena ocupó Concepción del Uruguay; las milicias de esa villa, comandadas por Diego González Balcarce, se incorporaron al ejército de Belgrano.
El 19 de diciembre Belgrano cruzó con el grueso del ejército revolucionario el río Paraná y atacó la posición fortificada de Campichuelo, de donde los realistas se retiraron tras un breve intercambio de disparos. Los patriotas ocuparon sin lucha el evacuado pueblo de Itapúa, distante cuatro leguas, pero la falta de caballos y el mal estado de la tropa obligaron a Belgrano a detenerse sin poder perseguir a los realistas. Los pobladores locales huyeron del ejército —al que consideraban invasor— llevándose todos los medios de subsistencia. El territorio paraguayo, con sus numerosos ríos, esteros y selvas tropicales, era un terrible obstáculo para el avance del ejército. No obstante, los hombres de Belgrano continuaron su difícil avance y obtuvieron una pequeña victoria junto al río Tebicuary. El 19 de enero, dio comienzo a la Batalla de Paraguarí. Pese a la diferencia numérica —460 hombres contra 6000— los independentistas lograron tomar la posición paraguaya y obligar a sus tropas a retirarse, mientras Velasco huía hacia el pueblo de Yaguarón. Pero las tropas de la avanzada de Belgrano se dedicaron al pillaje y luego confundieron los auxilios enviados por Belgrano con enemigos, por lo cual se desbandaron cuando los paraguayos se reorganizaron y contraatacaron. Belgrano se vio obligado a retroceder por el camino por el que había llegado, pero no fue perseguido.
En la Batalla de Tacuarí, el 9 de marzo, las tropas patriotas fueron derrotados definitivamente. El fracaso de Belgrano llevó a un contraataque paraguayo, por el cual la ciudad de Corrientes fue invadida y ocupada militarmente el 7 de abril. Un mes más tarde, sin embargo, se formó un Congreso provincial que derrocó a Velasco y lo reemplazó por una Junta provisional de gobierno; en ésta jugaba un papel decisivo Gaspar Rodríguez de Francia, que gobernaría al país durante casi tres décadas. El nuevo gobierno proclamó la independencia del Paraguay respecto del gobierno de Buenos Aires.

###### Uruguay
El 9 de octubre de 1810 se hizo cargo del gobierno de Montevideo el general Gaspar de Vigodet, recién llegado de España, el cual reforzó su posición militar con tropas urbanas dirigidas por oficiales de la Real Armada. Lanzó una serie de campañas terrestres hacia las localidades del interior de la Banda Oriental, obligando sucesivamente a sus autoridades a reconocer la autoridad montevideana. Ese fue el principio de la unificación jurídica de la futura Provincia Oriental. Poco después, envió al marino Juan Ángel Michelena a ocupar las costas del río Uruguay, obligando a las autoridades de los pueblos de ambas márgenes del mismo a someterse a su autoridad, pero en algunos sectores encontraron resistencia de partidas irregulares formadas por pobladores locales. Tras una serie de escaramuzas, los realistas evacuaron sus posiciones en la margen occidental del río Uruguay, y los revolucionarios quedaron dueños de la región en marzo de 1811.
La Junta bonaerense encomendó al teniente coronel Juan Bautista Azopardo transportar por vía fluvial refuerzos para el ejército de Belgrano en el Paraguay. Las autoridades realistas de Montevideo destacaron para interceptarlo una flotilla de siete navíos de calidad superior y tripulación más experimentada que los de su adversario, dirigida por Jacinto Romarate. La flotilla de Azopardo remontó el Paraná hasta llegar el 2 de marzo a la altura de San Nicolás de los Arroyos donde se inició el Combate de San Nicolás donde la flota patriota fue derrotada y accedió a rendirse. El comandante cayó prisionero de los realistas y fue llevado a España, mientras el gobierno porteño lo condenaba en ausencia por impericia en el comando. Con la desaparición de la pequeña fuerza naval patriota quedó confirmado el dominio de los ríos por parte de la flota realista de Montevideo, que se modificaría recién tres años más tarde. En enero de 1811 llegó a Montevideo Francisco Javier de Elío, designado virrey del Río de la Plata. Los realistas controlaban Montevideo, pero en las zonas rurales de la Banda Oriental las ideas revolucionarias eran acalladas por la fuerza. En lugar de apelar a su fidelidad, el gobierno de Montevideo exigió a la población rural la exhibición de los títulos de propiedad de los campos que ocupaban —generalmente a título precario— amenazando a los que no lo hicieran con la expulsión de los mismos.
El 28 de febrero, a orillas del arroyo Asencio, el comandante Pedro José Viera lanzó el llamado "Grito de Asencio", levantándose en armas contra la autoridad de Elío. Fue secundado por estancieros y gauchos locales que conformaron partidas de irregulares, iniciando una serie de combates contra fuerzas leales al rey con el Combate de Soriano, ganado por Miguel Estanislao Soler y milicianos orientales el 4 de abril de 1811. La Junta auxilió a los patriotas de la Banda Oriental con el fin de extender la revolución e intentar neutralizar a Montevideo, apostadero de la flota española en el océano Atlántico sur. Por ese puerto podrían llegar tropas desde España para sofocar la revolución en el antiguo virreinato, de modo que su conquista era crucial. Belgrano, que fue nombrado comandante de las fuerzas militares el 7 de marzo, se puso en contacto con el capitán José Gervasio Artigas quien, tras desertar de su puesto en la guarnición de Colonia del Sacramento, pasó a Buenos Aires para ofrecer sus servicios a la Junta. Artigas desembarcó en suelo oriental el 9 de abril al frente de algunas tropas de Buenos Aires y fue reconocido como jefe por los patriotas locales. Tras algunos combates menores pudo avanzar hacia Montevideo. Elío envió a su encuentro una división a órdenes del capitán José Posadas, pero Artigas lo derrotó el 18 de mayo en la Batalla de Las Piedras.
Reducidos los realistas al control de Montevideo y Colonia, ambas plazas fueron puestas bajo sitio el 21 y 26 de mayo respectivamente. A comienzos de junio, los realistas evacuaron Colonia, la cual fue ocupada por los revolucionarios, y Artigas puso sitio a Montevideo con el auxilio de los gauchos orientales y las fuerzas enviadas por Buenos Aires. Solo las murallas de la ciudad y los cañones de la flota anclada en el puerto impidieron una rápida caída de la ciudad, pero su situación era comprometida.
El virrey Elío, sitiado en Montevideo, vio como única salida el auxilio de las tropas portuguesas del Brasil y solicitó su concurso para derrotar a los revolucionarios. Ya el 20 de marzo de 1811 Elío había emitido una proclama al pueblo oriental amenazando con la intervención portuguesa si la insurrección continuaba.
Portugal siempre había disputado a España el territorio de la Banda Oriental y no dejaría pasar la ocasión: el gobierno portugués había organizado el Ejército de Observación de Diego de Souza. Estas fuerzas ya habían tomado contacto con el gobernador paraguayo Velasco, ofreciéndole su ayuda contra el ataque de Belgrano. Souza tenía, además, orden de hacer reconocer como reina del Río de la Plata a la infanta Carlota Joaquina, esposa del rey Juan VI de Portugal y hermana de Fernando VII. El 17 de julio cruzó la frontera un ejército de 3000 soldados portugueses comandados por el gobernador Souza. Todos los pueblos del este del actual territorio uruguayo fueron ocupados por tropas portuguesas, y el 14 de octubre se estableció el cuartel general portugués en Maldonado.

#### Norteamérica

##### Estados Unidos
La República de Florida Occidental fue una república en 1810 de corta duración en la región más al oeste de la Florida occidental española, que tras menos de tres meses fue anexionada y ocupada por los Estados Unidos un poco más tarde en 1810, y seguidamente se convirtió en parte del territorio de Luisiana. La República de Florida Oriental, era otra república declarada contra el dominio español de Florida del Este por independentistas que deseaban su anexión por parte de los Estados Unidos sin éxito. En 1819 se redactó el Tratado de Adams-Onís entre España y los Estados Unidos, en el cual España cedió toda la Florida a los Estados Unidos dos años después tras la firma de la misma.
En 1811, los españoles aplastaron la revuelta de San Antonio (Tejas) durante la revolución contra los realistas en la Guerra de Independencia de México. Los rebeldes restantes luego recurrieron a los Estados Unidos en busca de ayuda. Bernardo Gutiérrez de Lara viajó a Washington, D. C. Gutiérrez obtuvo el apoyo de Augustus Magee y formó una fuerza de filibusterios estadounidenses en Luisiana. Una bandera verde de la expedición representaba a los rebeldes. El Ejército Republicano del Norte fue derrotado en la batalla más sangrienta de Texas, la Batalla de Medina. De esta manera Tejas quedó incorporado a la Independencia de México, y con posterioridad se produjo la Independencia de Texas y su anexión a los Estados Unidos.

##### México
La lucha comienza en 1810 con el grito de Dolores en el estado de Guanajuato. El grito fue dado por el cura Miguel Hidalgo y Costilla, formador de la conspiración de Querétaro. El plan de Hidalgo era formar una Junta de Gobierno Autónoma fiel a Fernando VII. La insurrección creció rápidamente y estuvo a punto de tomar por asalto la Ciudad de México, ya que el ejército realista fue derrotado e Hidalgo contaba con más de 80 000 hombres; pero decidió ir al norte rumbo a Guadalajara, donde fue atacado por sorpresa por el nuevo ejército realista de Félix María Calleja, uno de los mejores generales en el virreinato. Tras esta derrota en Guadalajara, Hidalgo y su ejército marcharon al norte rumbo a Estados Unidos pero fueron atacados por sorpresa nuevamente y encarcelados en Chihuahua, donde Hidalgo fue fusilado en 1811.
Un año después, en 1812, un soldado y exalumno de Hidalgo, José María Morelos y Pavón, con un puñado de hombres que escaparon en Guadalajara y refuerzos del sur de la Nueva España, organizó una nueva campaña independentista y logró derrotar al recientemente nombrado virrey Calleja. Con la victoria organizó un congreso independiente y una constitución en Apatzingán entre 1813 y 1814. Pero tras el regreso de Fernando VII al trono llegaron nuevos refuerzos realistas, y comandados por el virrey Calleja derrotaron y fusilaron al General Morelos a principios de 1815. Sus oficiales empezaron entonces una guerra de guerrillas al sur de la Nueva España. A partir de 1816, el nuevo virrey Apodaca intentó pacificar el virreinato, y en 1818 la Nueva España estaba casi en paz. La expedición de Francisco Xavier Mina dio una esperanza que pronto fue derrotada, y solo quedaba una Guerrilla al sur del país, la de Vicente Guerrero; este exsoldado de Morelos resistió fuertemente a los realistas durante años en la sierra del sur. Pero en 1820 se dio la noticia de que Fernando VII había aceptado la Constitución de Cádiz, lo que causó un descontento general en el virreinato. Uno de tales descontentos era Agustín de Iturbide, general realista que tenía la misión de derrotar a Guerrero pero que decidió unirse al movimiento y proclamó el Plan de Iguala declarando la independencia. A finales de 1820 todo el mundo estaba apoyando el Plan de Iguala, y el nuevo jefe político superior, Juan O'Donojú, lo aceptó. El 27 de septiembre de 1821, 11 años y 12 días después de que el cura Hidalgo proclamara la libertad de México, Agustín de Iturbide entró triunfante en la Ciudad de México y declaró el fin de 300 años de virreinato español y el comienzo del Imperio Mexicano con él como Emperador, el cual no duró más que escasos meses. Caído el imperio se convocó a los ex-territorios españoles, en ese momento provincias, a crear una república, lo cual dio lugar a la formación de los Estados Unidos Mexicanos.
En el Caribe, las islas de Cuba y Puerto Rico no fueron asoladas por la guerra y siguieron formando parte integrante del Reino de España hasta el año 1898.

#### Maniobras diplomáticas en Europa

##### España
Para el 11 de abril de 1820, se decreto una Real Cédula en la que Fernando VII de España ordenaba a las autoridades españolas a iniciar negociaciones de paz con los rebeldes americanos. Ante ello, se dio una oferta de tiempo ilimitado por la Corona, en la que se proponía que los insurgentes podrían mantener el control de los territorios que ya habían conquistado militarmente (como jefes de provincias con indultos generales) a cambio de reconocer la autoridad del gobierno legítimo de la Metrópoli en Madrid (ósea, restaurar su vasallaje con el Rey de España, pero manteniendo sus estados constituidos bajo un mismo jefe de Estado), lo cual hubiera sido análogo a la Commonwealth Británica de haberse realizado.
Por otra parte, Francisco Antonio Zea (representante de la Gran Colombia en Reino Unido) propondría en 1820 un proyecto de Imperio Democrático Español, el cual fue nombrado como «Plan de reconciliación y proyecto de Confederación Hispánica». Este hubiera sido una oferta de reconciliación entre ambos gobiernos por medio de que España reconozca diplomáticamente la independencia de la Gran Colombia, y está a su vez hubiera promovido internacionalmente una propuesta para que toda Hispanoamérica se constituyan en Repúblicas Coronadas que mantuvieran vínculos con la Monarquía Española a través de una Confederación hispánica que asegure la unión de la Patria grande (es decir, que la Unión real con el Imperio español quedaba disuelta, pero se mantendría una Unión personal con el Rey de España como jefe de Estado de las múltiples repúblicas hispanoamericanas constituidas). Sin embargo, dicha propuesta no habría sido iniciativa de Simón Bolívar (ferviente republicano con sentimientos anti-peninsulares), quien solo quería el reconocimiento de España de la Independencia, por lo que dicha propuesta del optimista de Zea podría haber sido tolerada únicamente para ganar tiempo. Finalmente dicha propuesta sería rechazada por el gobierno español, puesto que podría provocar problemas a la estabilidad política del estado (por un reordenamiento jurídico radical que no hubiera sido aceptado por el Ejército Realista) ante la dudosa confiabilidad de sus propósitos reales, a su vez que Fernando VII (que aprecio el gesto) le tenía rechazo debido a ir contra la concepción tradicional de monarquía (aparte de sus propias ambiciones absolutistas) y las Cortes Generales del Trienio Liberal también por considerarla innecesaria al ya haber instaurado el Liberalismo español en el gobierno para disipar los descontentos de las elites criollas americanas (además de creer que la propuesta provenían de los Exaltados liberales radicales).

## Consecuencias

### Mortalidad
Comparada con la guerra de independencia estadounidense, donde no se vivió nada parecido, la pérdida de vidas y la destrucción material del conflicto durante la independencia hispanoamericana fue extremadamente mayor. Se ha estimado que hasta ochocientos mil hispanoamericanos murieron entre 1808 y 1824, considérese que la región tenía menos de veinte millones de habitantes en ese entonces.
En efecto, no solo se trató de una guerra por la independencia (como el caso estadounidense) sino que se dieron circunstancias que añadieron un mayor encarnizamiento a la lucha. Entre ellas, cabe señalar la enorme extensión territorial de la guerra, que abarcó la casi totalidad de Hispanoamérica, la política de terror practicada por ambos bandos, la alternancia de victorias y derrotas entre los partidarios de la independencia y los leales a la autoridad real (llamados patriotas y realistas, respectivamente), el exilio y desplazamiento de poblaciones y la prolongación en el tiempo de la lucha que produjo una completa ruina en muchas de las ciudades y campos de la América española, la pérdida de capitales y bienes de todo tipo tras la parálisis del comercio y actividades productivas, y la dedicación de los recursos materiales y humanos al esfuerzo bélico. Todo ello en el marco de una guerra que cuadruplicó la duración de la estadounidense —cuyo último episodio fue la Batalla de Yorktown (1781).

### Consecuencias para Hispanoamérica

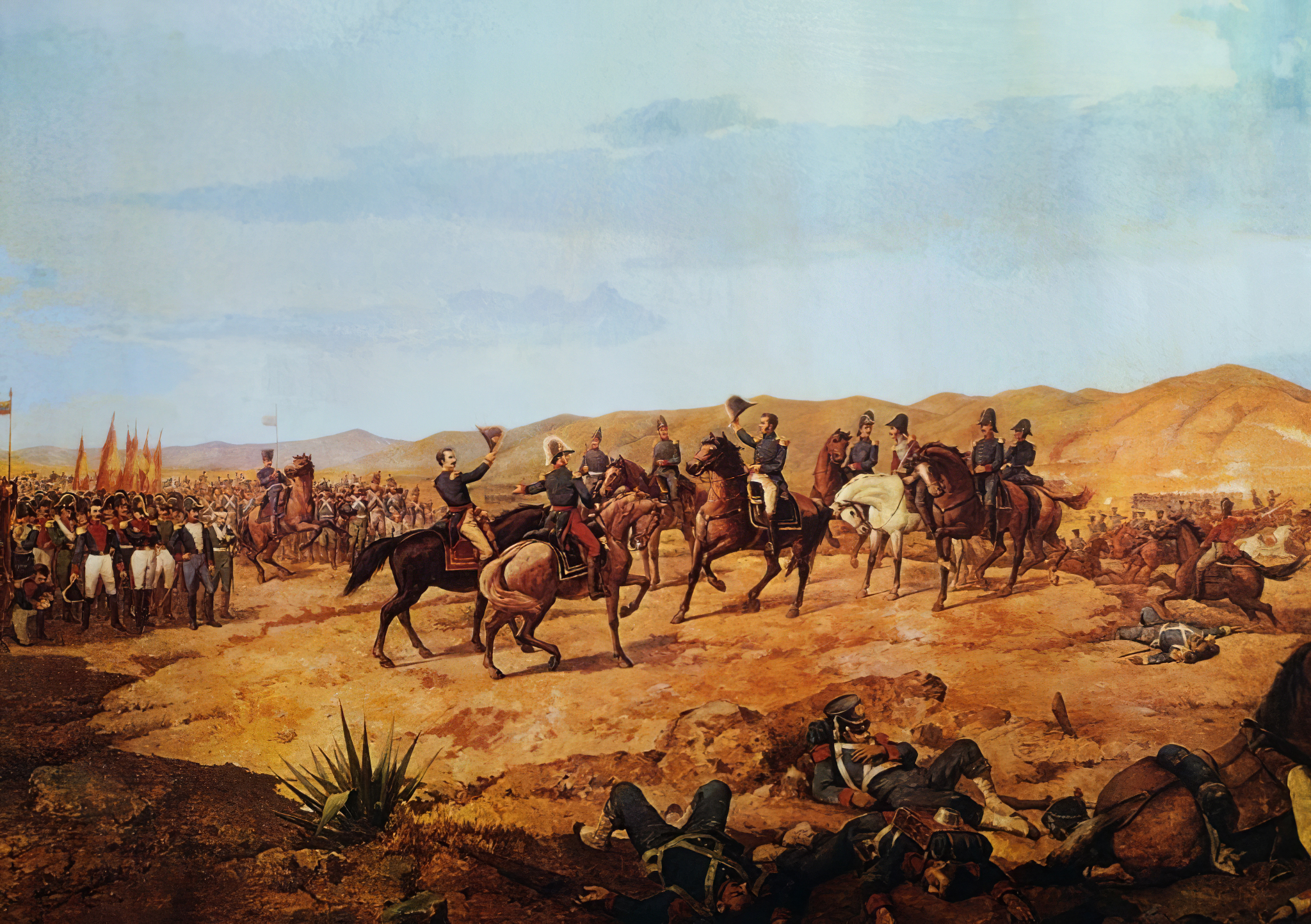
La Batalla de Ayacucho, de Martín Tovar y Tovar. Librada el 9 de diciembre de 1824, marcó el fin de las guerras de independencia en Sudamérica.

Muchas fueron las consecuencias para Hispanoamérica.
Desapareció el monopolio comercial y, por tanto, el proteccionismo, con el consiguiente empobrecimiento de muchas regiones hispanoamericanas, incapaces de competir con las industrias de Europa, principalmente la británica.
Además, en el Congreso de Panamá, en 1826 se vio frustrado el sueño que Bolívar tenía para América de crear unos Estados Unidos de América del Sur. Sin embargo, la opinión de algunos hispanoamericanos es muy diferente, ya que afirman que la independencia permitió a sus países la oportunidad de desarrollarse en función a sus propias necesidades y la de aplicar una justicia más equitativa entre sus componentes étnicos.
Si bien no se pretendieron cambios en la estructura territorial derivada del Uti possidetis, el movimiento independentista tuvo un efecto disgregador que fue la causa de la fragmentación de los antiguos virreinatos y capitanías en varios países nacientes, de manera que el independentismo continuó su proceso político más allá de la emancipación propiamente dicha. La pérdida de un ejército fuerte a nivel internacional y el comienzo de la inestabilidad en la región (como las constantes guerras civiles) fueron aprovechadas por potencias extranjeras, como se vería en la intervención estadounidense en México que supondría la pérdida de más de la mitad del territorio mexicano.
Los siete países independientes que se crearon a la conclusión de las guerras de independencia hispanoamericana fueron:
- Imperio Mexicano
- Gran Colombia
- Provincias Unidas del Río de la Plata
- Chile
- Perú
- República de Bolívar
- Paraguay

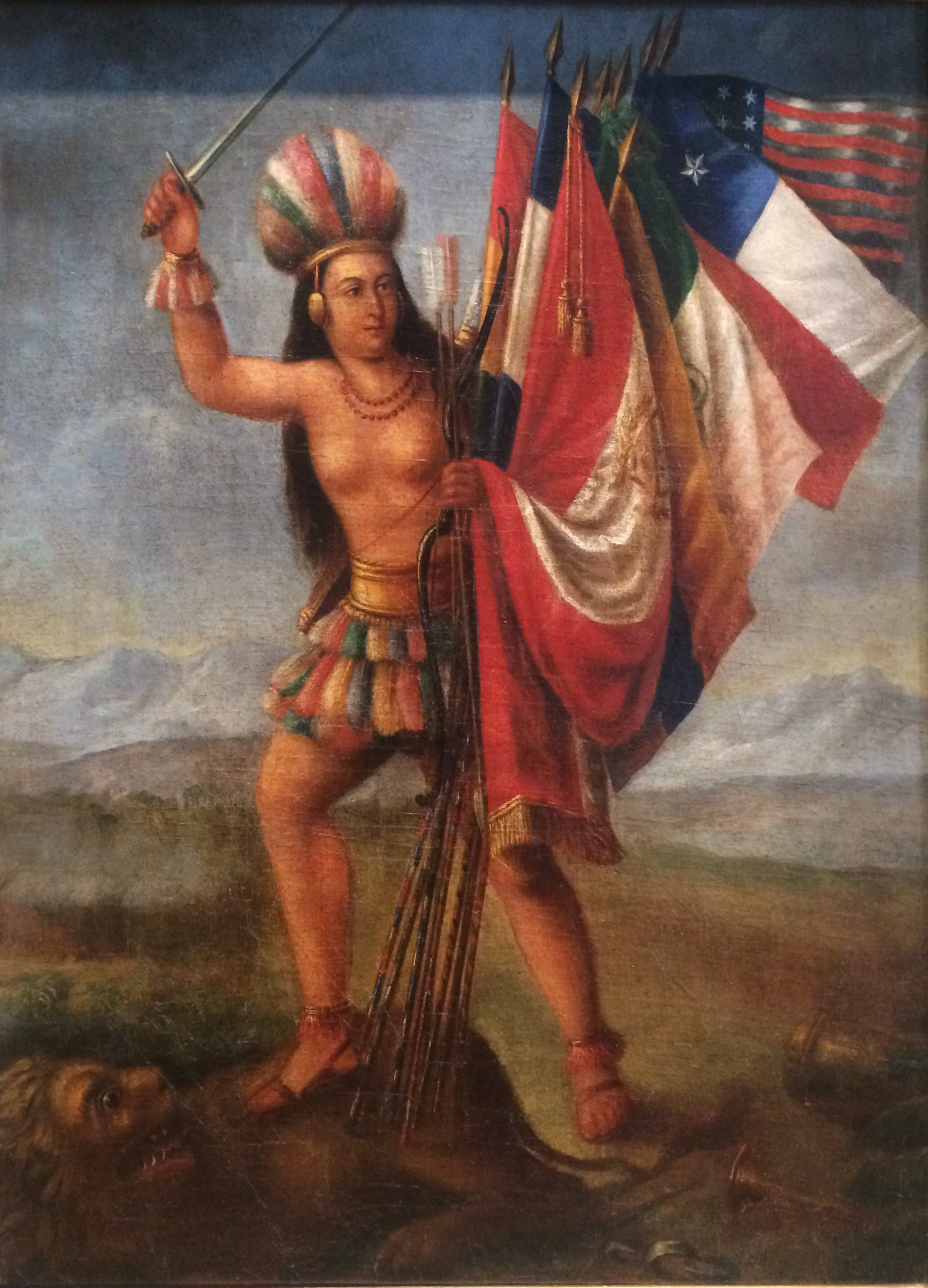
Mariano Florentino Olivares - Alegoría de la unión americana, 1895

La Expedición de Belgrano al Paraguay sería derrotada por los ejércitos realistas pero seguidamente una junta de autogobierno obtuvo la libertad del Paraguay en 1811, que se constituyó como estado independiente de España en 1813 y rechazó su pertenencia a las Provincias Unidas del Río de la Plata, aunque Argentina todavía la consideraría parte integrante y no reconocería su independencia hasta el 17 de julio de 1852.
Dentro de lo económico, las políticas de comercio exterior variaron entre los nuevos países, algunos como las Provincias Unidas del Río de la Plata y Perú aplicaron inicialmente políticas proteccionistas mientras que Chile se mostró más abierto al comercio exterior aunque aplicando una especie de neomercantilismo.

#### Países desaparecidos proclamados autónomos o declarados independientes en las guerras de emancipación
- El Imperio Mexicano, que abarcó momentáneamente al Reino de Guatemala, fue abolido en 1823 y dio origen a los Estados Unidos Mexicanos. Las Provincias Centroamericanas continuaron su proceso de independencia, declarado el 15 de septiembre de 1821, con la formación de las Provincias Unidas de Centroamérica.
- Gran Colombia
  - Venezuela –véase Independencia de Venezuela- se produjo la Revolución del 19 de abril de 1810 y al año siguiente, el 5 de julio de 1811, se realizó la Firma del Acta de la Declaración de Independencia de Venezuela.
  - véase Gritos independentistas (Colombia) (sublevaciones de Santa Fe de Bogotá el 20 de julio de 1810 y de Cartagena de Indias el 22 de mayo, véase Patria Boba).
  - Panamá -se proclamó la Independencia de Panamá el 28 de noviembre de 1821 y posteriormente se unió de manera voluntaria a la Gran Colombia.
  - Estado de Quito proclamó su autonomía el 10 de agosto de 1809 y sofocada prontamente, nuevamente proclamada el 2 de agosto de 1810, y fue incorporado a la Gran Colombia tras la batalla de Pichincha 24 de mayo de 1822) —véase Guerra de Independencia de Ecuador—. Guayaquil proclamó su independencia el 9 de octubre de 1820 como Provincia Libre de Guayaquil.
- Provincias Unidas del Río de la Plata
  - En 1814 se creó la Provincia Oriental formando parte de las Provincias del Río de la Plata
  - –véase especialmente Primera Junta designada el 25 de mayo de 1810, Independencia de Argentina— (proclamada el 9 de julio de 1816, previamente la Liga Federal proclamó su independencia el 29 de junio de 1815 en el Congreso de Oriente).

#### Países independientes fuera de las guerras de emancipación
El Uruguay formó parte del Río de la Plata. Incorporado a Portugal tras Invasión luso-brasileña, pasó al Brasil en 1825, hasta su independencia en 1828 como consecuencia de la guerra del Brasil. Además, luego de complejos procesos que se sucedieron en años posteriores, se dio origen a los 16 'estados hispanoamericanos': Argentina, Bolivia, Chile, Colombia, Costa Rica, Ecuador, El Salvador, Guatemala, Honduras, México, Nicaragua, Panamá, Paraguay, Perú, Uruguay y Venezuela. En el Caribe, Santo Domingo (actual República Dominicana) siguió formando parte de España hasta el 30 de noviembre de 1821, mientras que Cuba y Puerto Rico lo siguieron haciendo hasta su separación como resultado de la guerra hispano-estadounidense en el año 1898.
- 1828 - Uruguay se independiza de las Provincias Unidas del Río de la Plata y del Brasil.
- Las Provincias Unidas del Centro de América, compuestas por las provincias del Reino de Guatemala que habían declarado su independencia de España en 1821, se formó al separarse del Imperio mexicano y desde el año 1824 se llamó República Federal de Centroamérica, y se desintegró finalmente en los siguientes estados:
  - Costa Rica, primero entre 1829 y 1831 y definitivamente en 1838.
  - Nicaragua en abril de 1838.
  - Guatemala en abril de 1839.
  - Honduras en 1839.
  - El Salvador en 1839 y formalmente el 31 de enero de 1841.
- La República Dominicana se independizó de España como Estado Independiente del Haití Español en diciembre de 1821 y fue anexada por Haití el 9 de febrero de 1822. Posteriormente declaró su independencia de Haití el 27 de febrero de 1844, anexándose a España el 18 de marzo de 1861. Se independizó nuevamente de España luego de la Guerra de la Restauración finalizada en 1865, proclamada con el grito de Capotillo, el 16 de agosto de 1863.

Luego de concluir la guerra hispano-estadounidense y tras la firma del Tratado de París (1898), Cuba, Puerto Rico, Filipinas y Guam quedaron bajo control de los Estados Unidos.
- Cuba logró su independencia el 20 de mayo de 1902, pero se mantuvo bajo control estadounidense bajo la Enmienda Platt hasta 1934. Puerto Rico continúa siendo un Estado Libre Asociado a los Estados Unidos hasta hoy, por lo que no es un estado independiente.
- Panamá se independizó de España el 28 de noviembre de 1821. Pero decidió mantener los lazos de unión con Bogotá y se incorpora a la Gran Colombia, país extinto conformado por las actuales Colombia, Ecuador, Panamá y Venezuela. Con el tiempo, dicho país se desintegró, y entonces las provincias que geográficamente ocupaban la parte central de la desintegrada Gran Colombia, que en aquel tiempo comprendía los antiguos departamentos de Boyacá, Cauca, Cundinamarca, Magdalena e Istmo (Panamá) decidieron formar un nuevo Estado denominado la República de la Nueva Granada. En 1840 Panamá, debido al temor de una guerra civil que tuviera catastróficas consecuencias como las de la de la independencia, se separa temporalmente de la Nueva Granada y se autodenomina Estado del Istmo pero, al año siguiente se reintegró a la Nueva Granada, cuya denominación fue cambiando constitucionalmente, sucesivamente, en la Confederación Granadina, los Estados Unidos de Colombia y la República de Colombia. El 3 de noviembre de 1903, acontece la rebelión desde el cabildo de la Ciudad de Panamá instigado por personas que tenían intereses en la Compañía Nueva del Canal (canal francés) y durante casi un mes se dan negociaciones o coacciones para que los municipios y provincias se adhirieran a la rebelión separatista, esta separación tuvo éxito por la presencia de tropas estadounidenses y por la debilidad, anarquía y caos en el que estaba sumida Colombia después de la guerra de los mil días.

| País                                                     | Año              | Fecha          | Declaración                         | Nombre                             | País del que se independizaron o separaron |
| -------------------------------------------------------- | ---------------- | -------------- | ----------------------------------- | ---------------------------------- | ------------------------------------------ |
| Guatemala, El Salvador, Honduras, Nicaragua y Costa Rica | 1838-1839 - 1841 |                | Separación                          |                                    | República Federal de Centro América        |
| Panamá                                                   | 1903             | 3 de noviembre | Separación                          | Junta Provisional de Gobierno      | Colombia                                   |
| Ecuador                                                  | 1830             | 13 de mayo     | Primera Carta Magna del Ecuador     | Asamblea Constituyente de Riobamba | Gran Colombia                              |
| Uruguay                                                  | 1830             | 28 de junio    | Convención Preliminar de Paz (1828) | Estado Oriental del Uruguay        | Provincia Cisplatina                       |

### Consecuencias para España

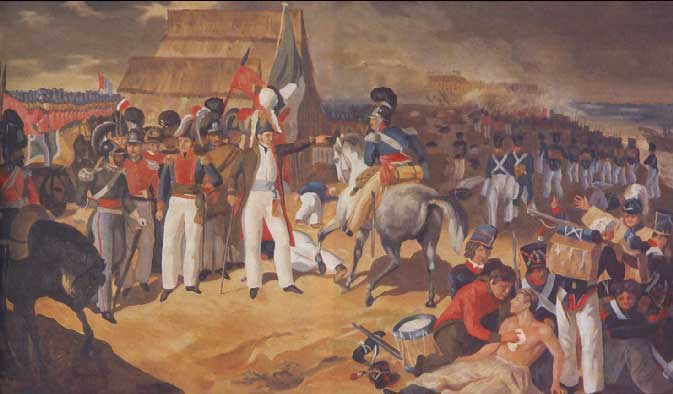
La Batalla de Pueblo Viejo. Tuvo lugar el 9 de septiembre de 1829. Fue el último intento de reconquista de México.

Las Guerras de independencia hispanoamericanas generaron la pérdida de los virreinatos y las capitanías generales que formaban parte del Imperio español, el que quedó muy reducido territorialmente y diezmado económicamente. Ello significó un desastre para la Monarquía española y un refuerzo de la posición de Reino Unido como la más importante potencia mundial.
Para los comerciantes de Cádiz, la administración gubernamental española, los nobles y, naturalmente, para la familia real (propietaria directa de estos bienes realengos) desapareció una fuente esencial de ingresos —las riquezas y los caudales de Indias—, fundamentales para la Real Hacienda y el monopolio gaditano.
El sector más humilde o de menores recursos de la nación española, en cambio, se mostró un tanto indiferente a la independencia americana y en todo momento lo consideró un problema en cierto modo ajeno a ella, ya que América estaba desligada para la inmensa mayoría de los sectores desfavorecidos entre los españoles peninsulares, campesinos, trabajadores o comerciantes de clases medias o altas, no existía relación alguna con sus vidas, y no les reportaba ningún beneficio (o perjuicio).
La expedición de Barradas en 1829 fue el último esfuerzo militar de España en suelo continental contra la independencia hispanoamericana.
Con la Revolución de 1830 cayó definitivamente el absolutismo en Francia y el principal apoyo del rey Fernando VII en la Santa Alianza, pero todos los proyectos militares del gobierno español para la reconquista de Hispanoamérica tuvieron su final en el año 1833, con el fallecimiento del monarca español, cumpliéndose la respuesta negativa que dio el ministro español Francisco Zea Bermúdez, frente al anuncio del gobierno británico hecho en 1825 por George Canning de reconocimiento de los nuevos países, cuando afirmó que "El Rey no consentirá jamás en reconocer los nuevos estados de la América española y no dejará de emplear la fuerza de las armas contra sus súbditos rebeldes de aquella parte del Mundo".
Al morir Fernando VII el Reino de España continuó su propio proceso político, inmerso en las guerras civiles conocidas como las guerras carlistas (1833-1876), quedando como una potencia de segundo orden entre los estados europeos. Aún peor, tras la Revolución Gloriosa de 1868 que derrocó a Isabel II, estallaron guerras independentistas en Cuba (1868-1880) y Puerto Rico (1871), los dos últimos territorios españoles en América. Este proceso se prolongó hasta 1898, con la pérdida de los últimos territorios de ultramar españoles del Caribe y el Pacífico a manos de los Estados Unidos.

#### Expulsión de los españoles
La expulsión de los españoles de América fue una tragedia humana en cuya raíz estuvo toda una serie de medidas tomadas contra ellos por parte de los gobiernos independientes durante el proceso de las guerras de independencia hispanoamericana. Estuvo dirigida en principio contra los encargados de la administración española para extenderse seguidamente contra la población española en general, bajo acusaciones diversas.
Hubo dos formas predominantes del exilio: la primera fue producto de las circunstancias de la guerra, y la segunda obligado por leyes de expulsión en contra de los españoles por parte de los gobiernos hispanoamericanos inmersos en la guerra y que se extendió más allá de la conclusión del conflicto.

#### Negociaciones de paz y reconciliación: Tratados de Paz, amistad y reconocimiento
Tras el fallecimiento del monarca Fernando VII de España en 1833, y a partir del reinado de su hija Isabel II se inicia un nuevo periodo en las relaciones entre la antigua metrópoli y los territorios americanos. Las Cortes Generales del reino autorizaron, el 4 de diciembre de 1836, la renuncia de la Corona española a cualquier derecho territorial y de soberanía sobre los antiguos dominios americanos, y que se hiciera el reconocimiento de la independencia de todos los nuevos países americanos mediante la conclusión de Tratados de Paz y Amistad sobre la base de que "no se comprometen ni el honor ni los intereses nacionales", lo que se promulgó el 16 de diciembre de 1836.
| País                 | Fecha de firma      | Entrada en vigor   | Jefatura de Estado                                                      | Representantes plenipotenciarios                              |
| -------------------- | ------------------- | ------------------ | ----------------------------------------------------------------------- | ------------------------------------------------------------- |
| México               | 28 de dic. de 1836  | 14 de nov. de 1837 | Presidente José Justo Corro Regente María Cristina de Borbón            | Miguel Santa María José María Calatrava                       |
|                      |                     |                    |                                                                         |                                                               |
| Ecuador              | 16 de feb. de 1840  | 30 de oct. de 1841 | Presidente Juan José Flores Regente María Cristina de Borbón            | Pedro Gual Evaristo Pérez de Castro                           |
|                      |                     |                    |                                                                         |                                                               |
| Chile                | 25 de abr. de 1844  | 26 de sep. de 1845 | Presidente Manuel Bulnes Reina Isabel II                                | José Manuel Borgoño Luis González Bravo                       |
|                      |                     |                    |                                                                         |                                                               |
| Venezuela            | 30 de mar. de 1845  | 22 de abr. de 1846 | Presidente Carlos Soublette Reina Isabel II                             | Alejo Fortique Francisco Martínez de la Rosa                  |
|                      |                     |                    |                                                                         |                                                               |
| Bolivia              | 21 de jul. de 1847  | 12 de feb. de 1861 | Presidente José Ballivián Reina Isabel II                               | José María Linares Joaquín Francisco Pacheco                  |
|                      |                     |                    |                                                                         |                                                               |
| Costa Rica           | 10 de may. de 1850  | 21 de dic. de 1850 | Presidente Juan Rafael Mora Porras Reina Isabel II                      | Felipe Molina Pedro José Pidal                                |
|                      |                     |                    |                                                                         |                                                               |
| Nicaragua            | 25 de jul. de 1850  | 24 de jul. de 1851 | Presidente Norberto Ramírez Reina Isabel II                             | José de Marcoleta Pedro José Pidal                            |
|                      |                     |                    |                                                                         |                                                               |
| República Dominicana | 25 de ago. de 1855  | -                  | Presidente Pedro Santana Reina Isabel II                                | Rafael María Baralt Claudio Antón de Luzuriaga                |
|                      |                     |                    |                                                                         |                                                               |
| Argentina            | 9 de jul. de 1859   | -                  | Presidente Justo José de Urquiza Reina Isabel II                        | Juan Bautista Alberdi Saturnino Calderón Collantes            |
|                      |                     |                    |                                                                         |                                                               |
| Guatemala            | 29 de may. de 1863  | 20 de jun. de 1864 | Presidente Rafael Carrera y Turcios Reina Isabel II                     | Felipe del Barrio Larrazábal Manuel Pando Fernández de Pinedo |
|                      |                     |                    |                                                                         |                                                               |
| Argentina            | 21 de sept. de 1863 | 20 de jun. de 1864 | Presidente Bartolomé Mitre Reina Isabel II                              | Mariano Severo Balcarce Manuel Pando Fernández de Pinedo      |
|                      |                     |                    |                                                                         |                                                               |
| El Salvador          | 24 de jun. de 1865  | 15 de jun. de 1866 | Presidente Francisco Dueñas Reina Isabel II                             | Juan Víctor Herrán Manuel Bermúdez de Castro y Díez           |
|                      |                     |                    |                                                                         |                                                               |
| Uruguay              | 19 de jul. de 1870  | 9 de oct. de 1882  | Presidente Lorenzo Batlle Regente Francisco Serrano                     | Adolfo Rodríguez Carlos Creus y Camps                         |
|                      |                     |                    |                                                                         |                                                               |
| República Dominicana | 14 de oct. de 1874  | -                  | Presidente Ignacio María González Santín Presidente Francisco Serrano   | Manuel Joaquín Delmonte Juan Gutiérrez de la Concha           |
|                      |                     |                    |                                                                         |                                                               |
| Perú                 | 14 de ago. de 1879  | 15 de nov. de 1879 | Presidente Mariano Ignacio Prado Rey Alfonso XII                        | Juan Mariano de Goyeneche y Gamio Mariano Roca de Togores     |
|                      |                     |                    |                                                                         |                                                               |
| Paraguay             | 10 de sept. de 1880 | 8 de abr. de 1882  | Presidente Cándido Bareiro Rey Alfonso XII                              | Carlos Saguier Francisco Otín y Mesía                         |
|                      |                     |                    |                                                                         |                                                               |
| Colombia             | 30 de ene. de 1881  | 12 de ago. de 1881 | Presidente Rafael Núñez Rey Alfonso XII                                 | Luis Carlos Rico Mariano Roca de Togores                      |
|                      |                     |                    |                                                                         |                                                               |
| Honduras             | 17 de nov. de 1894  | 28 de ago. de 1895 | Presidente Policarpo Bonilla Regente María Cristina de Habsburgo-Lorena | José Diego Gámez Julio de Arellano                            |
|                      |                     |                    |                                                                         |                                                               |
| Cuba                 | 21 de jun. de 1902  | 21 de jun. de 1902 | Presidente Tomás Estrada Palma Rey Alfonso XIII                         | [ 95 ]                                                        |
|                      |                     |                    |                                                                         |                                                               |
| Panamá               | 2 de may. de 1904   | 2 de may. de 1904  | Presidente Manuel Amador Guerrero Rey Alfonso XIII                      | [ 96 ]                                                        |